# Доброгостя
Доброгостя (рум. Dobrogostea) — село у повіті Арджеш в Румунії. Входить до складу комуни Мерішань.
Село розташоване на відстані 116 км на північний захід від Бухареста, 8 км на північний захід від Пітешть, 102 км на північний схід від Крайови, 103 км на південний захід від Брашова.

## Населення
За даними перепису населення 2002 року у селі проживали 775 осіб.
Національний склад населення села:
| Національність | Кількість осіб | Відсоток |
| -------------- | -------------- | -------- |
| румуни         | 765            | 98,7%    |
| цигани         | 9              | 1,2%     |

Рідною мовою назвали:
| Мова      | Кількість осіб | Відсоток |
| --------- | -------------- | -------- |
| румунська | 765            | 98,7%    |
| циганська | 9              | 1,2%     |